# 李洪迥
李洪迥（1908年—1993年），男，上海人，中国皮肤病学家、性病学专家，曾任中国协和医科大学教授、博士生导师。